# Kazumi Takada
Kazumi Takada (jap. 高田 一美; * 28. Juni 1951 in Shizuoka; † 1. Oktober 2009) war ein japanischer Fußballspieler.

## Nationalmannschaft
1970 debütierte Takada für die japanische Fußballnationalmannschaft. Takada bestritt 16 Länderspiele.

## Errungene Titel
- Japan Soccer League: 1973, 1978
- Kaiserpokal: 1971, 1973, 1978

## Persönliche Auszeichnungen
- Japan Soccer League Best Eleven: 1972, 1973